# Mormo virgata
Mormo virgata là một loài bướm đêm trong họ Noctuidae.